# Enderleinellus marmotae
Enderleinellus marmotae är en insektsart som beskrevs av Ferris 1920. Enderleinellus marmotae ingår i släktet Enderleinellus och familjen ekorrlöss. Inga underarter finns listade i Catalogue of Life.